# بسيلدون (باركشير)
بسيلدون (بالإنجليزية: Basildon, Berkshire)‏ هي قرية وأبرشية مدنية تقع في المملكة المتحدة في إنجلترا. يقدر عدد سكانها بـ 1,747 نسمة ومساحتها 13.67 كم2 .